# Saramaccastraat
De Saramaccastraat is een straat in Paramaribo. De straat ligt in het verlengde van de Waterkant, loopt in westelijke richting parallel aan de Surinamerivier en komt uit op de Zwartenhovenbrugstraat.
Langs de weg bevindt zich een fietspad.

## Winkels en straathandel
In 2006 noemde de Volkskrant de Saramaccastraat "één uitgestrekte winkel van Sinkel", vanwege het grote aantal straatventers op de stoepen van de winkels. In 2015 vond er een ordening plaats en moesten straatventers zich opnieuw registreren. Ook daarna bleef er sprake van illegale handel in het straatbeeld, niet alleen van groenten en fruit, maar ook in illegale drank en sigaretten.

## Criminaliteit
De Saramaccastraat en de Drambrandersgracht namen sinds circa begin 21e eeuw de rol van Poelepantje over van landingsplaats van reizigers  uit het binnenland. Het marrons Assembléelid André Misiekaba maakte in 2011 zijn zorgen kenbaar over een groep uit zijn gemeenschap die zich in de Sarramaccastraat agressief ophield en snel naar een houwer en mes zou gijpen. Ook is er terugkerend sprake van roofovervallen met vuurwapens.

## Bouwwerken
Aan het begin van de Saramaccastraat komen de Waterkant, de Steenbakkerijstraat en de Dr. Sophie Redmondstraat samen. Vervolgens zijn er afslagen naar links naar de Ladesmastraat en de Prinsenstraat en loopt de straat uit op een knooppunt van de Drambrandersgracht, de Kleine Saramaccastraat en de Zwartenhovenbrugstraat.
Naast een groot aantal winkels heeft EnergieBedrijven Suriname (EBS) er een opwekcentrale voor elektriciteit en zijn er onder meer Hotel Casino Tropicana en de Surinaamse Dok- en Scheepsbouw Mij. (SDSM) gevestigd.

### Monumenten
De volgende panden in de Saramaccastraat staan op de monumentenlijst:

#### Nog bestaande monumenten
| Omschrijving | Bouwjaar | Adres              | Coördinaten                  | Objectnummer? | Afbeelding                    |
| ------------ | -------- | ------------------ | ---------------------------- | ------------- | ----------------------------- |
| woonhuis     |          | Saramaccastraat 13 | 5° 49' 22" NB, 55° 9' 41" WL | BPO 075       | Meer afbeeldingen Upload foto |
| woonhuis     |          | Saramaccastraat 20 | 5° 49' 22" NB, 55° 9' 41" WL | BPO 076       | Meer afbeeldingen Upload foto |
| woonhuis     |          | Saramaccastraat 35 | 5° 49' 19" NB, 55° 9' 46" WL | CPO 046       | Meer afbeeldingen Upload foto |
| woonhuis     |          | Saramaccastraat 37 | 5° 49' 19" NB, 55° 9' 46" WL | CPO 047       | Meer afbeeldingen Upload foto |
| woonhuis     |          | Saramaccastraat 39 | 5° 49' 19" NB, 55° 9' 46" WL | CPO 048       | Meer afbeeldingen Upload foto |
| woonhuis     |          | Saramaccastraat 41 | 5° 49' 19" NB, 55° 9' 46" WL | CPO 049       | Meer afbeeldingen Upload foto |

#### Niet meer bestaande monumenten
| Omschrijving | Bouwjaar  | Adres                 | Coördinaten                  | Objectnummer? | Afbeelding                    |
| ------------ | --------- | --------------------- | ---------------------------- | ------------- | ----------------------------- |
|              | Afgebrand | Saramaccastraat 4     | 5° 49' 22" NB, 55° 9' 41" WL | BPO 074       | Meer afbeeldingen Upload foto |
|              | Afgebrand | Saramaccastraat 49-51 | 5° 49' 20" NB, 55° 9' 44" WL | BPO 077       | Meer afbeeldingen Upload foto |
|              | Afgebrand | Saramaccastraat 53-55 | 5° 49' 19" NB, 55° 9' 45" WL | BPO 078       | Meer afbeeldingen Upload foto |
|              | Afgebrand | Saramaccastraat 57    | 5° 49' 19" NB, 55° 9' 45" WL | BPO 079       | Meer afbeeldingen Upload foto |

## Gedenkteken
Er staat één gedenkteken in de straat:
| Onderwerp     | Kunstenaar                  | Onthulling | Locatie                                        | Omschrijving                             |
| ------------- | --------------------------- | ---------- | ---------------------------------------------- | ---------------------------------------- |
| Groenhartboom | geplant door mevrouw Currie | 1963       | Louis Doedelplein, hoek Zwartenhovenbrugstraat | 100-jarig jubileum afschaffing slavernij |